# Ясса (страва)
Ясса — гостра страва, яка готується з цибулею та маринованою птицею або маринованою рибою. Родом із Сенегалу, ясса стала популярною по всій Західній Африці. Куряча ясса (відома як yassa au poulet), приготована з цибулею, лимоном або гірчицею, є фірмовою стравою регіону Казаманс на півдні Сенегалу. Інші види м'яса, які використовуються для приготування яси, — баранина та риба.
Ясса, перш за все, Діола, залишився в країнах Французької Африки-Західної, особливо в Сенегалі та Малі.